# Min Sithu

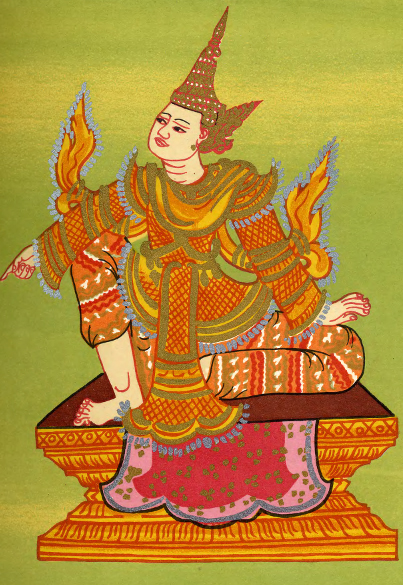
Min Sithu. Skrzyżowane na piersiach taśmy (salwe) są elementem birmańskiego stroju królewskiego.

Min Sithu (birm. မင်းစည်သူ /mɪ́ɴ sìθù/) — jeden z 37 duchów z birmańskiego panteonu natów. Jest on duchową formą króla Alaungsithu z dynastii Pagan, który został zamordowany przez swojego syna Narathu w 1167 r. Przedstawiany jest w pozycji siedzącej na tronie, z uniesionym jednym kolanem i stopą umieszczoną na siedzisku, w królewskim odzieniu . Wyrastające z jego ramion płomienie są symbolami królewskimi.